# Centro de arte
Un centro de arte o centro artístico, distinto de una galería de arte o museo de arte., es un centro comunitario funcional con un mandato específico para fomentar la práctica de las artes y proporcionar instalaciones tales como espacios para funciones teatrales o actuaciones musicales, para galerías, áreas de talleres, instalaciones educativas, equipos técnicos, etc.
En los Estados Unidos, los centros de arte son generalmente establecimientos orientados a exponer, generar y hacer accesible la creación de arte para personas interesadas en las artes, o edificios que alquilan principalmente a artistas, galerías o empresas involucradas en la creación de arte.
En Reino Unido, la Bluecoat Society of Arts se fundó en Liverpool en 1927 tras los esfuerzos de un grupo de artistas y amantes del arte que habían ocupado Bluecoat Chambers desde 1907. La mayoría de los centros de arte británicos comenzaron después de la Segunda Guerra Mundial y cambiaron gradualmente de lugares principalmente de clase media a centros alternativos de moda de las décadas de 1960 y 1970 y, finalmente, en la década de 1980 para servir a toda la comunidad con un programa que permite el acceso a usuarios de sillas de ruedas y personas y grupos discapacitados.
En el resto de Europa es común entre la mayoría de los centros de arte que estén parcialmente financiados por el gobierno, ya que se considera que tienen una influencia positiva en la sociedad y la economía según la filosofía del modelo de Renania. Muchas de esas organizaciones comenzaron en las décadas de 1970, 1980 y 1990 como espacios ocupados y luego fueron legalizados.